# Helesfay Donát
Helesfay Donát (Pécs, 1990. július 29. –) magyar labdarúgó, a Pécsi Mecsek FC kapusa.

## Pályafutása
Szülővárosában, a Pécsi MFC-ben kezdte pályafutását, miután Szederkényből csatlakozott a klubhoz. 17 éves korában az akkor másodosztályú Kozármisleny csapatához szerződött. 2009 nyarától 2014 februárjáig volt NB II-es csapat játékosa, ahol 66 bajnokin állt a kapuban. Ekkor visszatért a Pécshez, ahol eleinte Sólyom Csaba mögött csak a kupában vagy a Ligakupában védhetett. Sokáig Vukašin Poleksić és Gőcze Gergő is előtte állt a rangsorban, de a 2014-15-ös szezon utolsó őszi fordulójában ő védte a csapat kapuját a Puskás Akadémia ellen.
Összesen négyszer védett az élvonalban, majd amikor a Pécsi csapat licencproblémái miatt csak a megyei bajnokságban indulhatott 2015 nyarán, visszatért a Kozármislenyhez. 2017 és 2019 között a Tiszakécske FC játékosa volt, majd 2019 augusztusában visszaigazolt nevelőegyesületéhez, a PMFC csapatához. Azóta felváltva állt a kapuban Kovács Benedekkel osztozkodva, egy komolyabb sérülés miatt a 2019-20-as szezon első felében azonban nem volt játékra alkalmas állapotban.